# Reposaari (ö i Mellersta Finland)
Reposaari är en ö i Finland. Den ligger i sjön Suontee och i kommunen Joutsa i den ekonomiska regionen  Joutsa ekonomiska region  och landskapet Mellersta Finland, i den södra delen av landet, 190 km norr om huvudstaden Helsingfors. Öns area är 3,7 hektar och dess största längd är 430 meter i nord-sydlig riktning.